# August Seidel (Politiker)
Philipp August Seidel (* 14. Mai 1837 in Alzey; † 9. Februar 1907 in Frankfurt am Main) war ein deutscher Unternehmer und Mitglied des Provinziallandtages der Provinz Hessen-Nassau.

## Leben
Philipp August Seidel war ein Sohn des Schlossermeisters und Bauunternehmers Carl Ludwig Seidel (1812–1888) und dessen Ehefrau Margarethe Katharina Busch (1809–1879). 
Gemeinsam mit seinem Vater betrieb er in seinem Heimatort eine Kunst- und Bauschlosserei, bis er 1886 den Betrieb an seine Neffen übergab, um sich ganz der Kommunalpolitik zu widmen. Er war Mitglied der Deutschen Demokratischen Partei und in den Jahren von 1883 bis 1890 Mitglied der Frankfurter Stadtverordnetenversammlung.
Im Mai 1890 wurde er zum ehrenamtlichen Stadtrat gewählt und war in dieser Eigenschaft in der Stadtkämmerei beschäftigt. 
In den Jahren von 1890 bis 1906 hatte er ein Mandat für den Nassauischen Kommunallandtag des preußischen Regierungsbezirks Wiesbaden bzw. für den Provinziallandtag der Provinz Hessen-Nassau. Dabei war er von 1890 bis 1892 als Vertreter des Abgeordneten Johann Friedrich Müller-Scherlenzky in dem Parlament. 
Von 1894 an war er Mitglied des Bezirksausschusses und ab 1896 Mitglied des Provinzialausschusses.